# Jean-Antoine Chaptal
Jean-Antoine Chaptal, conde de Chanteloup (Saint-Pierre-de-Nogaret, Lozère, 3 de junho de 1756 — Paris, 30 de julho de 1832) foi um químico e estadista francês. Estudou química na Universidade de Montpellier, obtendo o doutorado em 1777, estabelecendo-se a seguir em Paris. Durante a Revolução Francesa, uma publicação sua, Dialogue entre un montagnard et un girondin, foi a causa de sua prisão mas, através da intervenção de seus amigos, foi solto logo em seguida.

## Carreira
Sua carreira multifacetada se desenrolou durante um dos períodos mais brilhantes da ciência francesa. Na química foi a vez de Antoine Lavoisier, Claude-Louis Berthollet, Louis Guyton de Morveau, Antoine-François Fourcroy e Joseph Gay-Lussac. Chaptal entrou nesta empresa de elite em Paris a partir da década de 1780, e estabeleceu suas credenciais como um cientista sério definitivamente com a publicação de seu primeiro grande tratado científico, os Ėléments de chimie (3 vols, Montpellier, 1790). Seu tratado trouxe o termo "nitrogênio" para a nova e revolucionária nomenclatura química desenvolvida por Lavoisier. Em 1795, na recém-criada École Polytechnique em Paris, Chaptal compartilhou o ensino de cursos de química pura e aplicada com Claude-Louis Berthollet, o decano da ciência. Em 1798, Chaptal foi eleito membro da prestigiosa Seção de Química do Institut de France. Ele se tornou presidente da seção em 1802 logo após Napoleão o nomear Ministro do Interior (6 de novembro de 1800). Chaptal foi uma figura chave no início da industrialização na França sob Napoleão e durante a Restauração Bourbon. Ele foi um dos fundadores e primeiro presidente em 1801 da importante Sociedade para o Incentivo da Indústria Nacional e um dos principais organizadores das exposições industriais realizadas em Paris em 1801 e nos anos seguintes. Ele compilou um estudo valioso, De l'industrie française (1819), examinando a condição e as necessidades da indústria francesa no início de 1800.
Chaptal era especialmente forte na ciência aplicada. A partir do início da década de 1780, ele publicou um fluxo contínuo de ensaios práticos sobre coisas como ácidos e sais, alúmen, enxofre, cerâmica e queijo, beterraba, fertilizantes, branqueamento, desengorduramento, pintura e tingimento. Como industrial químico, foi um grande produtor de ácidos clorídrico, nítrico e sulfúrico, e muito procurado como consultor técnico para a fabricação de pólvora. Sua reputação como um mestre da ciência aplicada, dedicado a usar as descobertas da química em benefício da indústria e da agricultura, foi reforçada com a publicação de seu L'Art de faire, de gouverner et de perfectner les vins (1801) e La Chimie aplique aux arts (1806), trabalhos que se basearam na química teórica de Lavoisier para revolucionar a arte da vinificação na França. Seu novo procedimento de adição de açúcar para aumentar o teor alcoólico final dos vinhos passou a ser chamado de "chaptalização". Em 1802, Chaptal comprou o Château de Chanteloup e seus extensos terrenos em Touraine, perto de Amboise. Ele criou ovelhas merino e experimentou lá em seus últimos anos em uma fazenda modelo para o cultivo de beterraba sacarina. Ele escreveu seu clássico estudo sobre a aplicação de princípios científicos ao cultivo da terra, o Chimie appliquée à l'agriculture (1823), e compôs sua importante memória política, Mes souvenirs sur Napoléon(1893). Napoleão nomeou Chaptal Conde do Império (1808) e Conde de Chanteloup (1810). Em 1819 foi nomeado por Luís XVIII para a Câmara dos Pares da Restauração.

## Chaptal e o vinho
É creditado a Chaptal o método de adição de sacarose (açúcar) ao mosto do vinho, de modo a provê-lo de melhor capacidade fermentativa, resultando em vinho mais alcoólico. Tal método é utilizado em várias denominações de origem controladas, inclusive no champanhe.

## Principais científicas

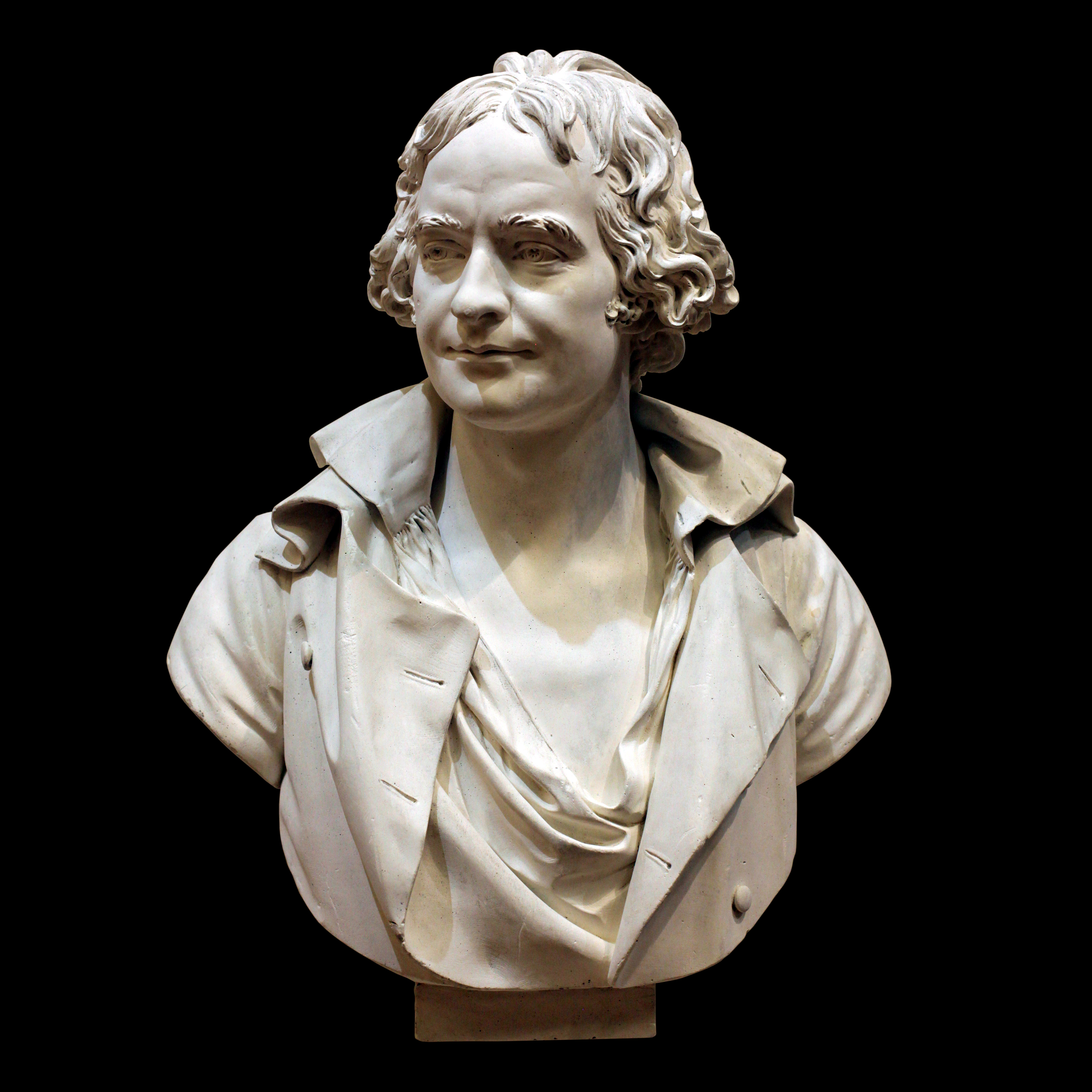
Busto de Chaptal, de Philippe-Laurent Roland.

A seguir está uma lista parcial de livros e artigos em ordem cronológica:
- Mémoires de chimie (Montpellier, 1781).
- "Observations sur l'acide muriatique oxigéné," Mémoires de l'Académie Royales des Sciences (Paris, 1784).
- "Sur les moyens de fabriquer de la bonne poterie à Montpellier," Annales de chimie, 2 (1789).
- Éléments de chimie (3 vols, Montpellier, 1790).
- "Instructions sur un nouveau procédé pour la raffinage du salpétre," Journal de physique, 45 (1794).
- Traité du salpétre et des goudrons (1796).
- Tableau des principaux sels terreux (1798).
- "Observations chimiques sur la couleur jaune qu'on extrait des végétaux," Mémoires de l'Institut, 2 (1798).
- "Sur les vins," Annual de chimie, 35 (1800).
- "Essai sur le perfectionnement des arts chimiques en France," Journal de Physique, 50 (1800).
- Essai sur le blanchiment (1801).
- L'Art de faire, gouverner et de perfectionner le vin (Paris, 1801).
- Traité théorique et pratique sur la culture de la vigne, avec l'art de faire le vin, les eaux-de-vie, esprit de vin, vinaigres simples et composés (2 vols, Paris, 1801).
- "Vues générales sur l'action des terres sans la végétation," Mémoires de la Société d'Agriculture de la Seine, 4 (1802).
- La Chimie appliquée aux arts (4 vols, Paris, 1806).
- Art de la teinture du coton en rouge (Paris, 1807).
- Art des principes chimiques du teinturier dégraisseur (Paris, 1808).
- "Mémoire sur le sucre de betterave," Annales de chimie, 95 (1815).
- Chimie appliquée à l'agriculture (2 vols, Paris, 1823).